# Český lev/Bester Hauptdarsteller
Český lev: Bester Hauptdarsteller

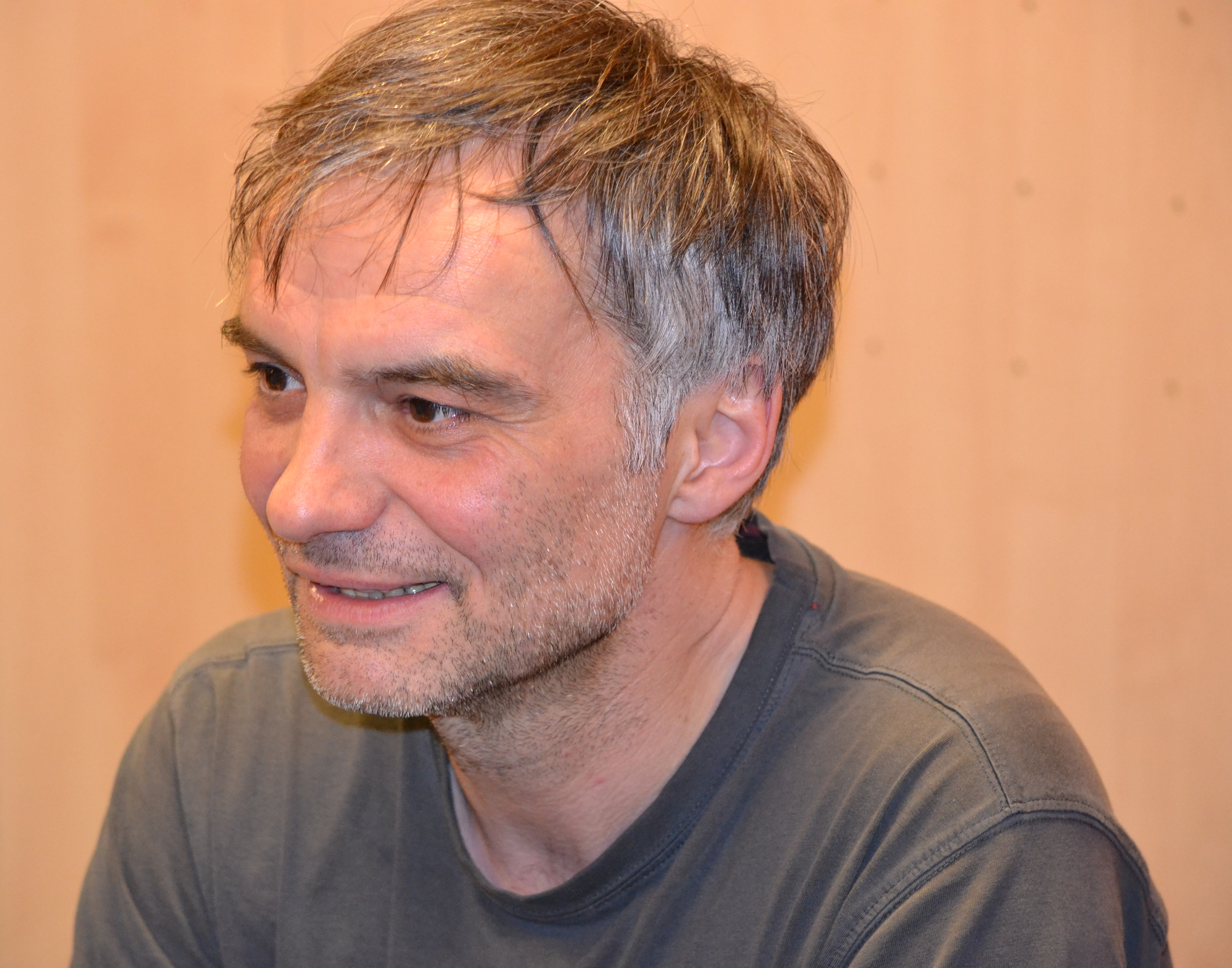
Ivan Trojan wurde fünfmal ausgezeichnet (Foto von 2013)

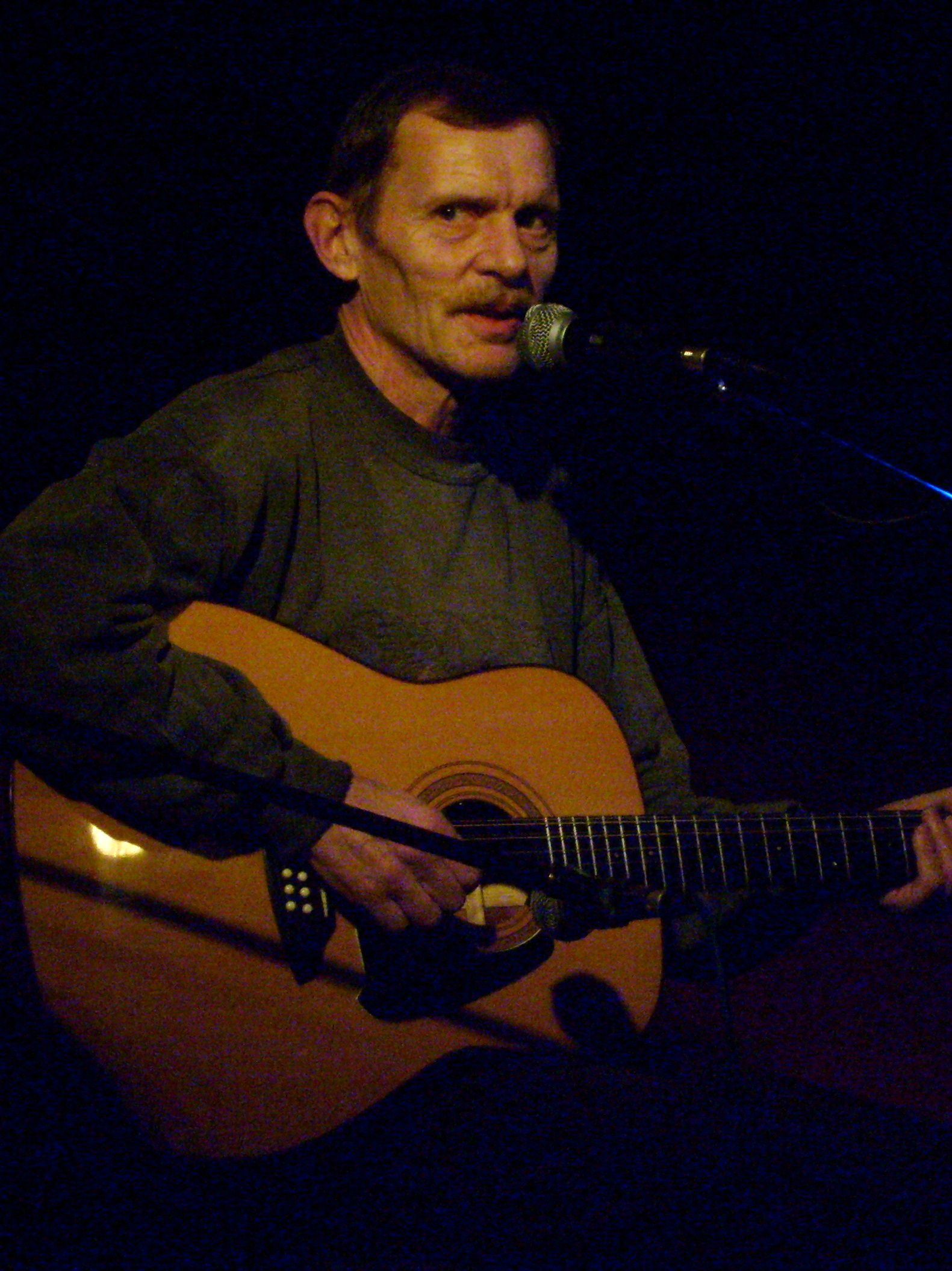
Jiří Schmitzer wurde viermal ausgezeichnet (Foto von 2008)

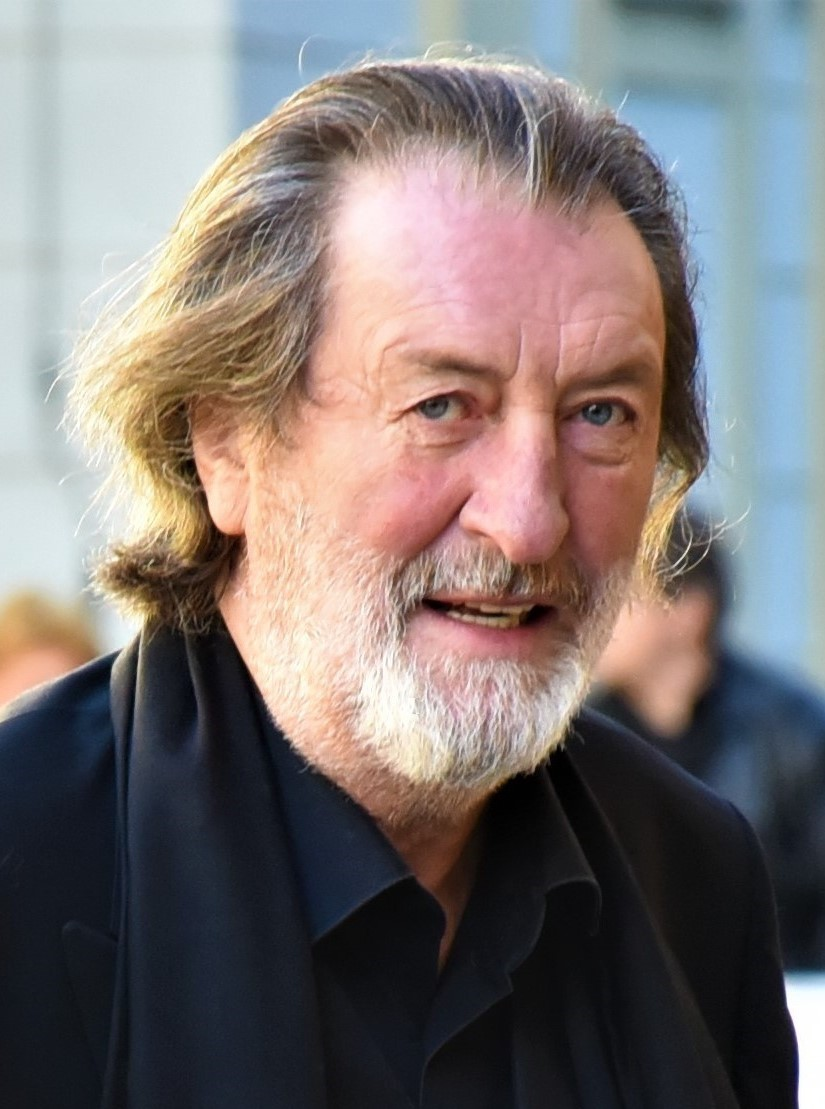
Bolek Polívka wurde zweimal ausgezeichnet (Foto von 2019)

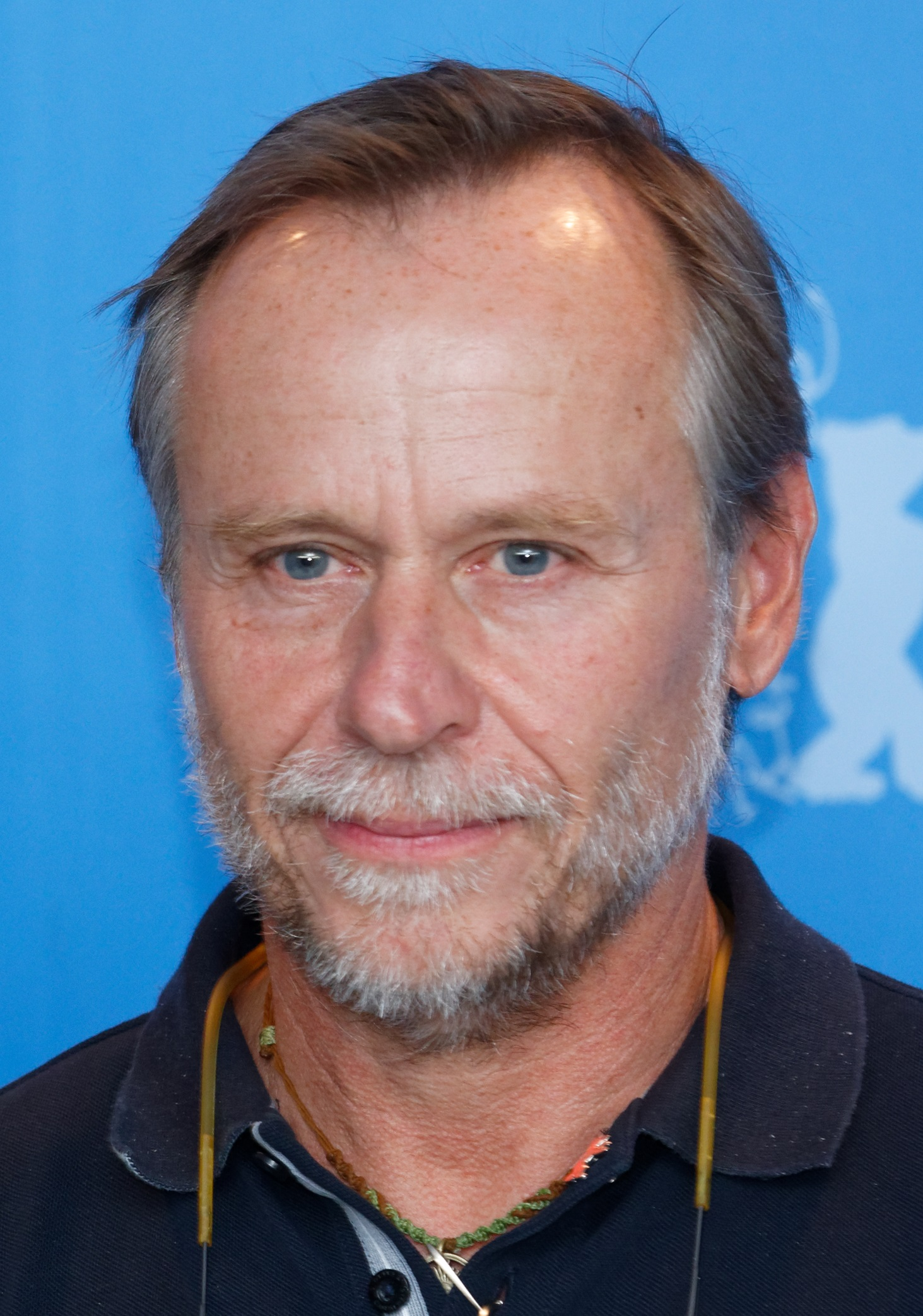
Karel Roden wurde zweimal ausgezeichnet (Foto von 2017)

Gewinner des tschechischen Filmpreises Český lev in der Kategorie Bester Hauptdarsteller (mužský herecký výkon v hlavní roli). Die Tschechische Filmakademie (České filmové a televizní akademie) vergab den Preis erstmals am 25. Februar 1994 und vergibt ihn seitdem jährlich.
| Statistik                         | Name            | Anzahl | Jahr                                                            |
| --------------------------------- | --------------- | ------ | --------------------------------------------------------------- |
| Häufigste Auszeichnungen          | Ivan Trojan     | 5      | 2002, 2007, 2012, 2014, 2020                                    |
| Häufigste Auszeichnungen          | Jiří Schmitzer  | 4      | 1997, 2006, 2013, 2019                                          |
| Häufigste Nominierungen           | Karel Roden     | 12     | 1999, 2000, 2001, 2007, 2008, 2010, 2011, 2015 (2×), 2017, 2023 |
| Häufigste Nominierungen           | Ivan Trojan     | 9      | 2000, 2002, 2005, 2007, 2008, 2012, 2014, 2016, 2020            |
| Häufigste Nominierungen ohne Sieg | Ondřej Vetchý   | 6      | 1995, 1997, 2001, 2011, 2012, 2017                              |
| Häufigste Nominierungen ohne Sieg | Miroslav Krobot | 4      | 2011, 2012, 2013, 2021                                          |
| Häufigste Nominierungen ohne Sieg | Jaroslav Plesl  | 3      | 2010, 2012, 2017                                                |

## Preisträger und Nominierungen ab dem Jahr 1993
1993 (Verleihung am 25. Februar 1994)
Josef Abrhám – Šakalí léta

1994 (Verleihung am 3. März 1995)
Petr Čepek – Faust (Lekce Faust)
Petr Forman – Akkumulator 1
György Cserhalmi – Pevnost
Franciszek Pieczka – Díky za každé nové ráno
Gennadi Nazarov – Die denkwürdigen Abenteuer des Soldaten Iwan Tschonkin (Život a neobyčejná dobrodružství vojáka Ivana Čonkina)

1995 (Verleihung am 2. März 1996)
Martin Dejdar – Učitel tance
Roman Luknár – Der Garten (Záhrada)
Ondřej Vetchý – Golet v údolí

1996 (Verleihung am 1. März 1997)
Bolek Polívka – Zapomenuté světlo
Marián Labuda – Král Ubu
Zdeněk Svěrák – Kolya (Kolja)

1997 (Verleihung am 28. Februar 1998)
Jiří Schmitzer – Bumerang
Rudolf Hrušínský – Die Knöpfler (Knoflíkáři)
Ondřej Vetchý – Báječná léta pod psa

1998 (Verleihung am 28. Februar 1999)
Olaf Lubaszenko – Der Bastard muss sterben (Je třeba zabít Sekala)
Bogusław Linda – Der Bastard muss sterben (Je třeba zabít Sekala)
Andrej Hryc – Rivers of Babylon

1999 (Verleihung am 4. März 2000)
Jiří Kodet – Kuschelnester (Pelíšky)
Pavel Liška – Die Rückkehr des Idioten (Návrat idiota)
Karel Roden – Kuře melancholik

## Preisträger und Nominierungen ab dem Jahr 2000
2000 (Verleihung am 3. März 2001)
Bolek Polívka – Wir müssen zusammenhalten (Musíme si pomáhat)
Karel Roden – Oběti a vrazi
Ivan Trojan – Einzelgänger (Samotáři)

2001 (Verleihung am 2. März 2002)
Vlastimil Brodský – Frühling im Herbst (Babí léto)
Ondřej Vetchý – Dark Blue World (Tmavomodrý svět)
Karel Roden – Parallele Welten (Paralelní světy)

2002 (Verleihung am 1. März 2003)
Ivan Trojan – Rotzbengel (Smradi)
Jan Kraus – Musím tě svést
Igor Bareš – Familienausflug mit kleinen Geheimnissen (Výlet)

2003 (Verleihung am 3. März 2004)
Jan Budař – Sex in Brno (Nuda v Brně)
Bolek Polívka – Pupendo
György Cserhalmi – Želary

2004 (Verleihung am 5. März 2005)
Jakov Kultiasov – König der Diebe
Jiří Macháček – Horem pádem
Lazar Ristovski – König der Diebe

2005 (Verleihung am 25. Februar 2006)
Pavel Liška – Die Jahreszeit des Glücks (Štěstí)
Ivan Trojan – Příběhy obyčejného šílenství
Jan Tříska – Šílení

2006 (Verleihung am 3. März 2007)
Jiří Schmitzer – Kráska v nesnázích
Oldřich Kaiser – Ich habe den englischen König bedient (Obsluhoval jsem anglického krále)
Jiří Langmajer – Pravidla lži

2007 (Verleihung am 1. März 2008)
Ivan Trojan – Václav
Karel Roden – Tajnosti
Zdeněk Svěrák – Leergut (Vratné lahve)

2008 (Verleihung am 7. März 2009)
Karel Roden – Hlídač č. 47
Ivan Trojan – Die Karamazows (Karamazovi)
Pavel Liška – Der Dorflehrer (Venkovský učitel)

2009 (Verleihung am 6. März 2010)
Kryštof Hádek – 3 Seasons in Hell (3 sezóny v pekle)
Martin Huba – Kawasakiho ruze
Marek Daniel – Protektor

## Preisträger und Nominierungen ab dem Jahr 2010
2010 (Verleihung am 5. März 2011)
Ondřej Malý – Pouta
Jaroslav Plesl – Největší z Čechů
Martin Myšička – Občanský průkaz
Konstantin Lawronenko – Akte Kajínek (Kajínek)
Karel Roden – Habermanns Mühle (Habermannův mlýn)

2011 (Verleihung am 3. März 2012)
Vladimír Javorský – Poupata
Josef Abrhám – Odcházení
Karel Roden – Lidice
Ondřej Vetchý – Vendeta
Miroslav Krobot – Dom

2012 (Verleihung am 2. März 2013)
Ivan Trojan – Ve stínu
Ondřej Vetchý – 7 dni hrichu
Jaroslav Plesl – Ctyri slunce
Miroslav Krobot – Okresní prebor: Poslední zápas Pepíka Hnátka
Martin Pechlát – Odpad mesto smrt

2013 (Verleihung am 22. Februar 2014)
Jiří Schmitzer – Jako nikdy
Petr Stach – Burning Bush - Die Helden von Prag (Hořící keř)
Oldřich Kaiser – Clownwise (Klauni)
Miroslav Krobot – Revival
Marián Geišberg – Revival

2014 (Verleihung am 21. Februar 2015)
Ivan Trojan – Díra u Hanusovic
Bolek Polívka – Andelé
Roman Luknár – Fair Play
Milan Lasica – Jak jsme hráli cáru
Ondrej Nosálek – My 2

2015 (Verleihung am 5. März 2016)
Matěj Hádek – Kobry a užovky
Boleslav Polívka – Domácí péče
Karel Roden – Fotograf
Hynek Čermák – Gangster Ka
Martin Myšička – Ztraceni v Mnichově

2016 (Verleihung am 4. März 2017)
Karel Roden – Masaryk
Ivan Trojan – Anděl Páně 2
Cillian Murphy – Operation Anthropoid
Karel Roden – Nikdy nejsme sami
Jiří Bartoška – Teorie tygra

2017 (Verleihung am 10. März 2018)
Pavel Nový – Bába z ledu
Karel Roden – Křižáček
Jaroslav Plesl – Kvarteto
Vladimír Javorský – Milada
Ondřej Vetchý – Po strništi bos

2018 (Verleihung am 23. März 2019)
Karel Dobrý – Hastrman
Martin Huba – Hovory s TGM
Viktor Zavadil – Jan Palach
Jiří Macháček – Toman
Tomáš Mrvík – Všechno bude

2019 (Verleihung am 7. März 2020)
Jiří Schmitzer – Staříci
Alois Švehlík – Na střeše
Petr Kotlár – Nabarvené ptáče
Hynek Čermák – Nationalstraße (Národní třída)
Jiří Lábus – Vlastníci

## Preisträger und Nominierungen ab dem Jahr 2020
2020 (Verleihung am 6. März 2021)
Ivan Trojan – Charlatan (Šarlatán)
Viktor Dvořák – Havel
Jan Cina – Herec
Csongor Kassai – Krajina ve stínu
Kryštof Hádek – Modelář

2021 (Verleihung am 16. März 2022)
Václav Neužil – Zátopek
Miroslav Donutil – Atlas ptáků
Jan Jankovský – Chyby
Miroslav Krobot – Muž se zaječíma ušima
Martin Pechlát – Okupace

2022 (Verleihung am 4. März 2023)
Michal Kern – Arvéd
Adam Mišík – BANGER.
Matyáš Řezníček – Hranice lásky
Vojtěch Dyk – Il Boemo
Martin Finger – Slovo

2023 (Verleihung am 9. März 2024)
Kryštof Hádek – Volha
Oskar Hes – Bratři
Jan Nedbal – Bratři
David Prachař – itlivý člověk
Karel Roden – Tancuj Matyldo

2024 (Verleihung am 8. März 2025)
Oldřich Kaiser – Zahradníkův rok
Jan Hájek – Manželé Stodolovi
Karel Martinec – Mord
Václav Neužil – Smetana
Vojtěch Vodochodský – Vlny